# Herb gminy Kiszkowo
Herb gminy Kiszkowo – symbol gminy Kiszkowo.

## Wygląd i symbolika
Herb przedstawia na tarczy w polu czerwonym głowę św. Jana Chrzciciela, umieszczoną na złotej tacy. Karnacja twarzy jest cielista, rysunek oczu, nosa, ust, brody i wąsów – czarny, twarz en face, oczy zamknięte. Jest to historyczny herb Kiszkowa z czasów, gdy był on miastem.